# Patrick Deneen (politolog)
Patrick Deneen (* 1964) je politický filosof ve Spojených státech amerických, profesor politologie na University of Notre Dame du Lac v Indianě.

## Život a názory
Vystudoval Rutgersovu univerzitu v New Jersey, kde získal titul bakaláře v roce 1986 a PhD. v roce 1995. Učil v letech 1997–2005 na Princetonské univerzitě v New Jersey a v letech 2005–2012 na Georgetownské univerzitě ve Washingtonu, D.C. Od roku 2012 učí na University of Notre Dame du Lac v Indianě, kde získal funkci profesora v roce 2018. Specializuje se mimo jiné na politickou teologii. Inspiruje se názory svého učitele Wilsona Careyho McWilliamse, dále názory Alexise de Tocqueville, Christophera Lasche a Wendella Berryho.

## Dílo

### Autorské knihy
- The Odyssey of Political Theory, 2000

Democratic Faith, 2005
- Conserving America? Thoughts on Present Discontents, 2016
- Why Liberalism Failed, 2018

### Spoluautorství
- Democracy's Literature: Politics and Fiction in America, 2005
- The Democratic Soul: A Wilson Carey McWilliams Reader, 2011
- Redeeming Democracy in America, 2011

### Knihy vydané v češtině
- Proč selhal liberalismus, Academia, Praha 2019.